# Allan Taylor (artiest)
Allan Taylor (Brighton, 30 september 1945) is een Britse singer-songwriter. Hij is vooral bekend als voormalig lid van de Britse folkrockband Fairport Convention. Ook speelde hij solo in legendarische clubs als Troubadour, Gerde's, The Gaslight, The Bitter End, The Mercer Arts Center en The Bottom Line. In 1980 startte hij de platenfirma T Records.

## Discografie
- 1971: Sometimes (LP) United Artists Records
- 1971: The Lady (LP) United Artists Records
- 1973: The American Album (LP) United Artists Records
- 1976: Cajun Moon (LP) Chrysalis Records
- 1978: The Traveller (LP) Rubber Records
- 1980: Roll on the Day (LP) Rubber Records
- 1983: Circle Round Again (LP) Black Crow Records
- 1984: Win or Lose (LP) T Records
- 1988: Lines (LP/CD) T Records
- 1991: Out of Time (LP/CD) T Records
- 1993: So Long (CD) T Records
- 1995: Faded Light (CD) T Records
- 1996: Looking for You (CD) Stockfisch Records
- 1995: Libertas Ragusa (CD) T Records
- 1997: The Alex Campbell Tribute Concert (2 CD) T Records
- 2001: Colour to the Moon (CD) Stockfisch Records
- 2001: Colour to the Moon (2 CD) 333 gesigneerde exemplaren in houten dozen, Stockfisch Records
- 2002: Behind the Mix (CD) Stockfisch Records
- 2002: Banjoman: A tribute to Derroll Adams (CD)
- 2002: Out of Time (CD) (Re-mastered met 3 bonustracks) T Records
- 2003: Hotels and Dreamers (CD) Stockfisch Records
- 2007: Old Friends - New Roads (CD) Stockfisch Records
- 2009: Leaving at Dawn (SACD) Stockfisch
- 2010: Songs for the Road (Maxi-SACD)
- 2010: In the Groove (LP) Stockfisch Records
- 2012: Down the Years I Travelled (2 CD) (Re-mastered songs + 1 bonustrack) Stockfisch Records
- 2013: Hannes Wader & Allan Taylor: Old Friends in Concert
- 2013: All is One (CD) Stockfisch Records

- Bibliothèque nationale de France: cb13762082p (data)
- Gemeinsame Normdatei: 113340699
- International Standard Name Identifier: 0000 0001 0947 2627
- Library of Congress Control Number: n86134183
- MusicBrainz: b8dee82d-21e4-44a8-ba45-1293e381c818
- Nationale Bibliotheek van Tsjechië: xx0019312
- Nationale Bibliotheek van Israël: 987007352367505171
- Nederlandse Thesaurus van Auteursnamen: 096392134
- Système universitaire de documentation: 059071907
- Virtual International Authority File: 686998
- WorldCat: E39PBJkD3gDmBx9TCXFyv4wDMP